# Zelfklevend
Een zelfklevend product bestaat uit twee lagen: een bovenmateriaal en een laag zelfklevende lijm; als derde laag is er de afdeklaag die voor gebruik van het product verwijderd wordt.

## Bovenmateriaal
Het boven- of topmateriaal is onder te verdelen in:
- Papier:
  - Ongestreken papier (houtvrij schrijf, offset, laser/inkjet)
  - Gestreken papier (lichtgestreken, volgestreken, mat/silk/gesatineerd,
  - Kunstdruk of wijnflespapier
  - Speciale soorten (thermopapier, thermo direct, thermo transfer
  - Specialisaties: copy cf (doorslagpapier), sandwichconstructies,
  - Olie- en vetwerend papier, combinaties met kunststof als Tyvek (onscheurbaar) en metallic soorten

- Kunststof:
  - Polyethyleenfolie (PE)
  - Polypropyleenfolie (PP)
  - Polystyrol, polyester en acetaatfolie
  - Zacht polyvinylchloride (pvc) folie
  - No label look (hoogtransparante PP folie)
  - Gemetalliseerde folies (PP en PE)
  - Folie voor veiligheidstoepassingen (bijvoorbeeld RFID)
  - Lamineerfolie
  - Folie geschikt voor digitaal drukken
  - Folie geschikt voor kantoorgebruik (inkjet, copier, laser)

## Kleefstof
De kleefstof is te verdelen in permanent hechtend en afneembaar. Daarnaast zijn er kleefstoffen die voor papier en die voor folies geschikt zijn. Een onderverdeling:
- Acryldispersie: voor papier en folie, breed inzetbaar
- Acryloplosmiddel: voor folie, sterk hechtend
- Rubbersynthese: ook wel hot melt genoemd, voor papier en folie en voor moeilijkere ondergronden
- Rubberoplosmiddel: voor papier, folie en textiel, sterkst klevend

## Afdekmateriaal
Het afdekmateriaal is materiaal waarvan het etiket o.i.d. gemakkelijk losgemaakt kan worden bij gebruik. Het houdt tot die tijd de lijmlaag schoon en bestaat uit gesiliconiseerd papier of folie. Voor rotatiedruk wordt dun glassinepapier voorzien van een afstotende siliconenlaag. Een dikker afdekpapier wordt gebruikt voor vellenproductie. In toenemende mate worden er gesiliconiseerde afdekfolies als PET (polyester) en PP ingezet.